# فرودگاه صحرایی فیش‌برن
فرودگاه صحرایی فیش‌برن (به انگلیسی: Fishburn Airfield) یک فرودگاه خصوصی است . این فرودگاه در کشور انگلستان قرار دارد و در ارتفاع ۱۱۵ متری از سطح دریا واقع شده است.